# Pool Malebo
Pour les articles homonymes, voir Pool.
Le Pool Malebo (anciennement Stanley Pool, parfois Malebo Pool, lac Ngobila, Mpumbu, lac Nkuna ou lac Nkunda) est un lac formé sur le cours inférieur du fleuve Congo.

## Description
Le Pool Malebo fait 35 kilomètres de long et 23 kilomètres de large. Il a une surface totale de plus ou moins 500 km2. Il se trouve à une altitude moyenne de 272 mètres. Il est peu profond : sa profondeur varie de trois à seize mètres. L'île Bamou se trouve en son centre. Cette île a une surface de 180 km2. 
C'est un étalement naturel du fleuve Congo dans une large vallée juste avant que ses eaux ne s’engouffrent dans une région plus rocheuse où le lit devient nettement plus étroit, profond et le courant plus rapide, socle rocheux légèrement surélevé sur lequel ont été fondées les villes de Kinshasa et de Brazzaville, à l'abri des inondations du fleuve et où le fleuve est plus facile à traverser juste avant les rapides.

## Histoire
Les autochtones appelaient le lac « Nkuna » avant l'époque coloniale, comme le précise Léon Guiral en 1882. Le mot « nkuna » n'existe pas en langue téké, comme le souligne A. Le Gallois en 1912 dans la Contribution à la cartographie du Congo Français. Par contre, le mot existe en langue kikongo. Il signifie « semence ».
À l'époque coloniale, c'est-à-dire de 1885 à 1960, le Pool est connu sous le nom de « Stanley Pool », en l'honneur de l'explorateur Henry Morton Stanley qui cartographia et travailla une bonne partie de sa vie dans cette région du monde. À partir des années 1970, avec la politique de la zaïrianisation, le Stanley Pool prend son nom actuel, « Pool Malebo ».

## Étymologie
Le nom Malebo est le pluriel de lilebo et désigne, en lingala, le borasse, un grand palmier qui arborait abondamment les rives et les îles du pool. « Pool » est un terme anglais, et signifie « bassin » et parfois « lac ».
Le Pool Malebo est aussi appelé  Mpumbu par les Kongos.

## Géographie
Les capitales des deux Congo, Kinshasa (république démocratique du Congo) et Brazzaville (république du Congo), sont situées de part et d'autre, en aval du Pool. Maluku se trouve à l'entrée amont du lac. Vers l'amont, le Pool Malebo marque le début du Congo navigable jusqu'à Kisangani, via Mbandaka et Makanza. Vers l'aval, au-delà de la baie de Ngaliema, plusieurs ensembles de rapides (connus sous le nom de Chutes Livingstone) se succèdent sur un dénivelé d'environ 300 mètres jusqu'au port de Matadi.
Le centre du Pool est occupé par l'île Bamou (écrit parfois M'Bamou, Bamu, Mbamu, voire Mbamou), territoire de la république du Congo, qui compte à peu près mille habitants, pour la plupart des pêcheurs.

## Écologie

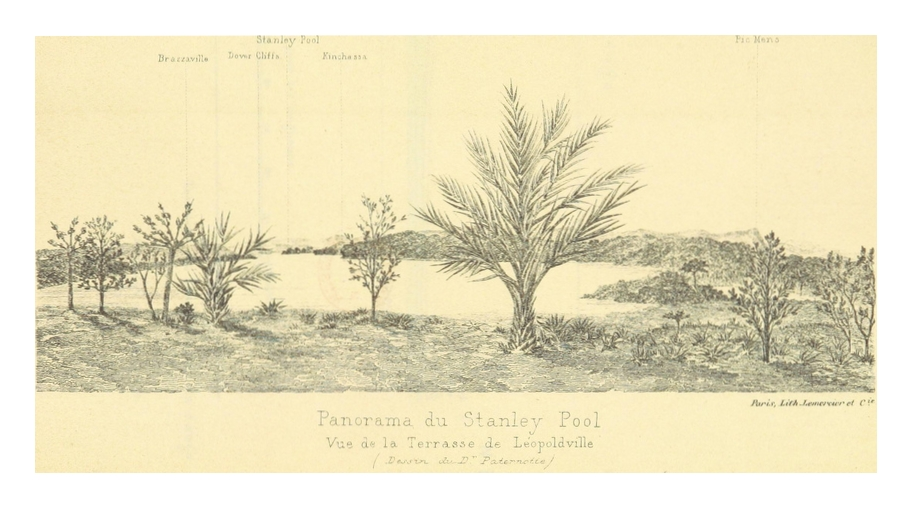
Panorama du Stanley Pool vue de la Terrasse de Léopoldville.

Malgré son contact avec la mégapole de Kinshasa-Brazzaville, le Pool Malebo reste une vaste zone humide fluviale à la morphologie et à l'aspect très naturels, contenant des forêts galeries, des palmeraies sauvages et des marais à papyrus, des îles rocheuses, sableuses et limoneuses, etc. Les îles en son centre, assez difficiles d'accès, restent peu habitées et pour l'instant relativement épargnées par la croissance urbaine. La pollution de l'eau, bien que présente, y reste plus modérée que ce qu'on pourrait attendre et plutôt concentrée sur les parties jouxtant la ville, du fait du grand débit du fleuve et de la position de la ville sur la bordure avale du Pool Malebo. L'urbanisation tend cependant de plus en plus à entourer totalement le Pool Malebo, tandis que divers projets menacent régulièrement d'urbaniser les îles.

### Faune
Les poissons qui nagent dans ces eaux sont pour la majorité des poissons-chats (dont des atopochilus chabanaudi (en)) et des poissons de la famille des mormyridés.

### Flore
Les rivages et les îles du Pool sont couverts de marais à papyrus et de palmiers. Sur l'eau dérivent lentement des tapis flottants de jacinthes d'eau.